# ارتوگلیفلوزین
ارتوگلیفلوزین (انگلیسی: Ertugliflozin) دارویی برای درمان دیابت نوع ۲ است.
شایع ترین عوارض جانبی آن شامل عفونت های قارچی واژن و سایر عفونت های دستگاه تناسلی زنان است.
ارتوگلیفلوزین یک مهارکننده همزمان انتقال دهنده سدیم/گلوکز ۲ (SGLT2) است و در دسته داروهایی قرار دارد که به نام گلیفلوزین ها شناخته می شوند.
این دارو به صورت ترکیبی با متفورمین به عنوان Segluromet و ترکیبی با سیتاگلیپتین به عنوان Steglujan به بازار عرضه می‌شود.